# Noah Huntley
Noah Cornelius Marmaduke Huntley (West Sussex, 7 settembre 1974) è un attore inglese.
Appartiene ad una famiglia molto numerosa: è uno di otto figli (sei femmine e due maschi), ed ha una sorella gemella Echo.

## Filmografia parziale

### Cinema
- True Blue - Sfida sul Tamigi (Miracle at Oxford), regia di Ferdinand Fairfax (1996)
- Punto di non ritorno (Event Horizon), regia di Paul W.S. Anderson (1997)
- Il giardino di mezzanotte (Tom's Midnight Garden), regia di Willard Carroll (1999)
- 2012 - L'avvento del male (Megiddo: The Omega Code 2), regia di Brian Trenchard-Smith (2001)
- 28 giorni dopo (28 Days Later), regia Danny Boyle (2002)
- Le cronache di Narnia - Il leone, la strega e l'armadio (The Chronicles of Narnia: The Lion, the Witch and the Wardrobe), regia di Andrew Adamson (2005)
- Dark Floors, regia di Pete Riski (2008)
- Sua Maestà (Your Highness), regia di Gordon Green (2011)
- Biancaneve e il cacciatore (Snow White and the Huntsman), regia di Rupert Sanders (2012)
- Dracula Untold, regia di Gary Shore (2014)
- Miss You Already, regia di Catherine Hardwicke (2015)
- Paolo - Apostolo di Cristo (Paul, Apostle of Christ), regia di Andrew Hyatt (2018)

### Televisione
- Drummonds – serie TV, 1 episodio (1987)
- Tom's Midnight Garden – miniserie TV, 2 episodi (1989)
- Ruth Rendell Mysteries – serie TV, 15 episodi (1987-1990)
- Nice Town – miniserie TV, 3 episodi (1992)
- Valle di luna (Emmerdale) – soap opera, 134 puntate (1993-1995)
- Birds of a Feather – serie TV, 1 episodio (1998)
- The Cyberstalking – film TV (1999)
- Dream Team – serie TV, 39 episodi (1999-2000)
- Le nebbie di Avalon (The Mists of Avalon) – miniserie TV (2001)
- Where the Heart Is – serie TV, 1 episodio (2002)
- The Inspector Lynley Mysteries – serie TV, 1 (2003)
- Real Crime – serie TV, 1 episodio (2004)
- Holby City – serie TV, 39 episodi (2004-2005)
- The Afternoon Play – serie TV, 1 episodio (2006)
- L'ispettore Barnaby (Midsomer Murders) – serie TV, episodi 4x04-14x05 (2001-2011)
- The Royals – serie TV, 4 episodi (2015)
- Pandora – serie TV, 23 episodi (2019-2020)

## Doppiatori italiani
Nelle versioni in italiano delle opere in cui ha recitato, Noah Huntley è stato doppiato da:
- Fabrizio Pucci in Biancaneve e il cacciatore, Dracula Untold
- Marco Vivio ne Il giardino di mezzanotte
- Stefano Benassi in True Blue - Sfida sul Tamigi
- Massimiliano Manfredi in Le cronache di Narnia - Il leone, la strega e l'armadio
- Christian Iansante in The Royals
- Fabio Boccanera in Le nebbie di Avalon
- Maurizio Romano in 28 giorni dopo
- Guido Di Naccio in Free Rein